# Wohn- und Geschäftshaus Altkötzschenbroda 32 (Radebeul)
Das Wohn- und Geschäftshaus Altkötzschenbroda 32 steht im Stadtteil Kötzschenbroda der sächsischen Stadt Radebeul, am Anger Altkötzschenbroda nahe der Friedenskirche.

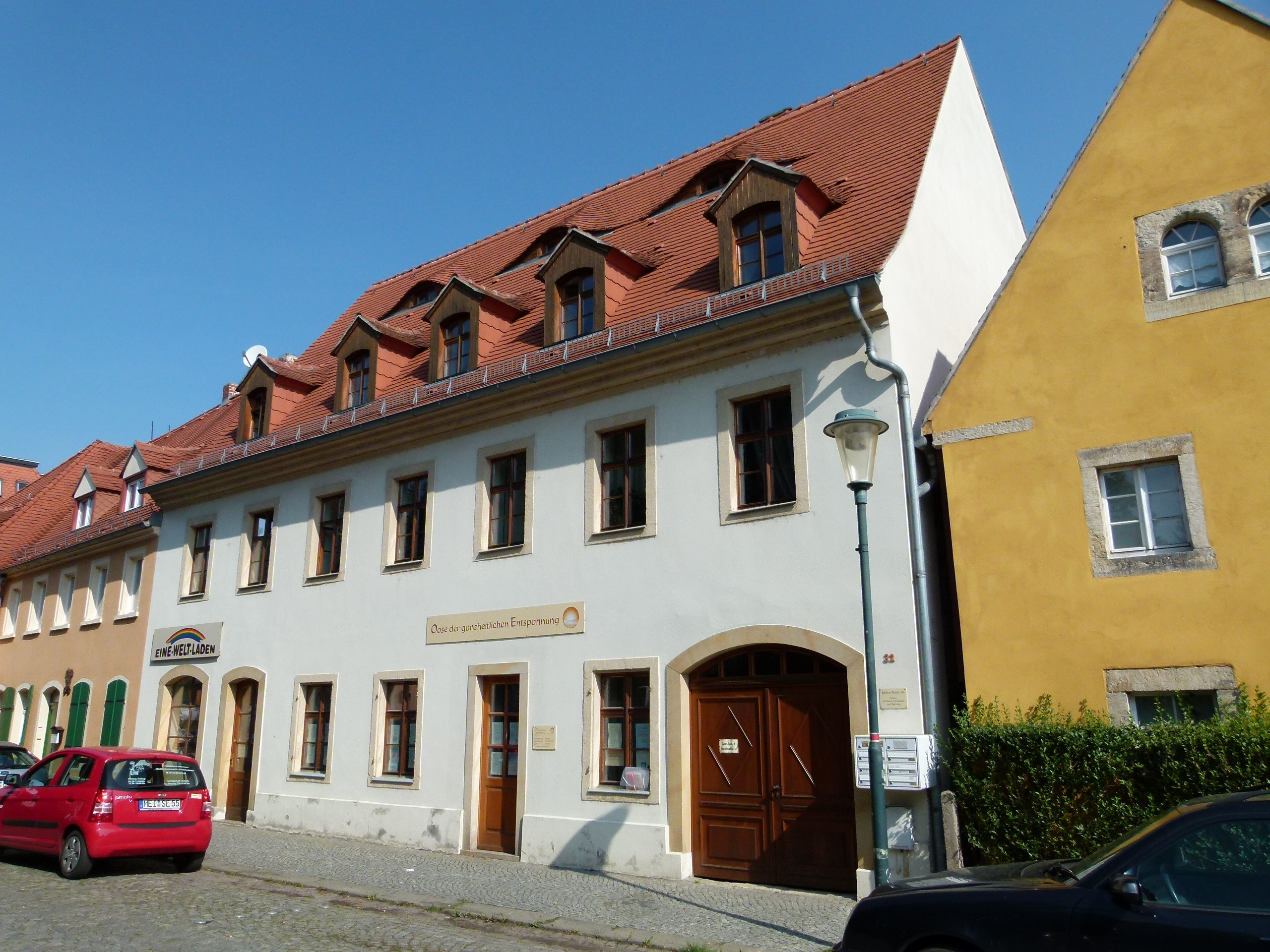
Altkötzschenbroda 32

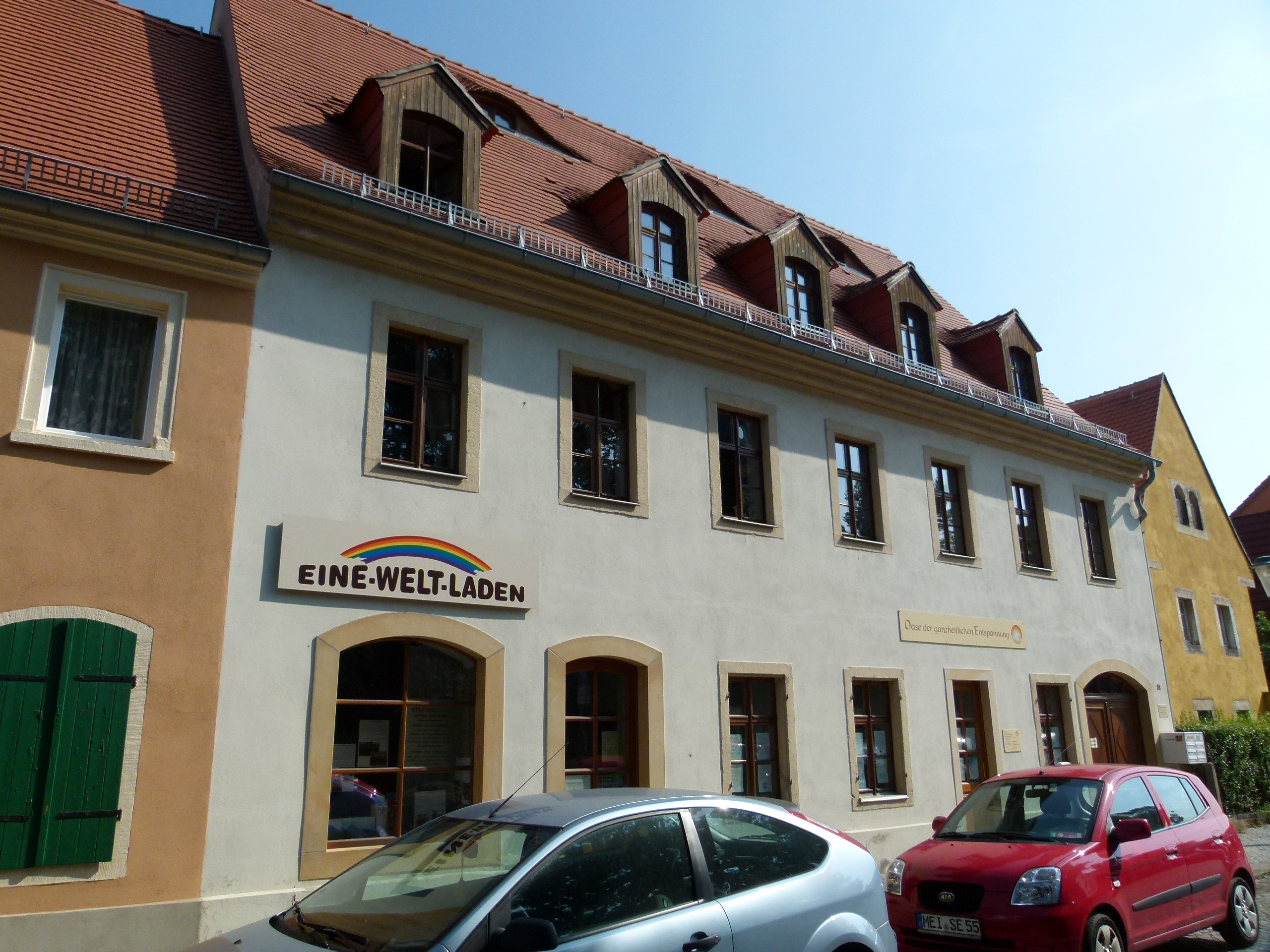
Altkötzschenbroda 32

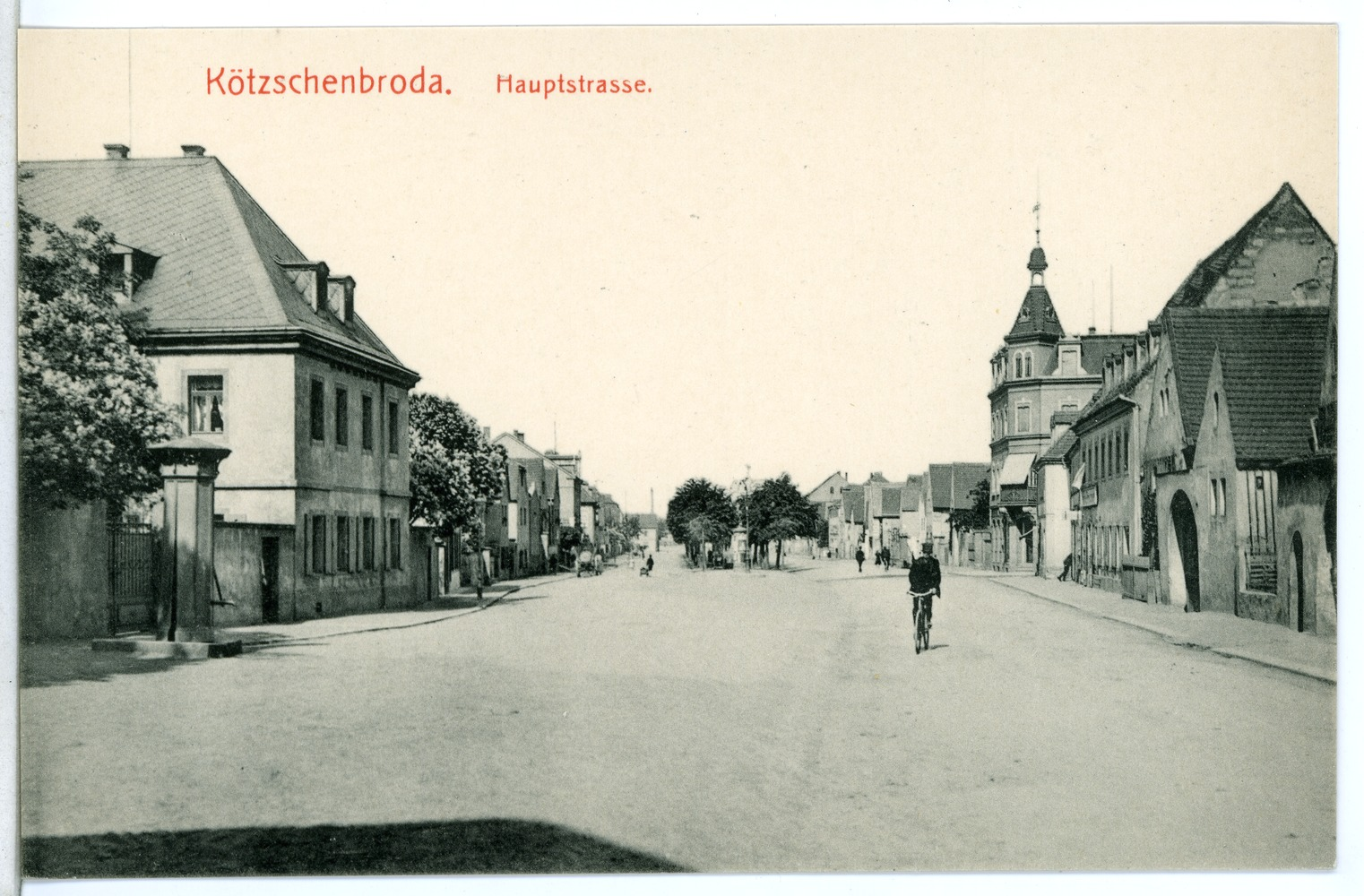
Die damalige Hauptstraße (1910): Rechts steht das heutige Altkötzschenbroda 32 mit den denkmalgeschützten Nachbarn Nr. 33 und Nr. 28, dahinter die giebelständigen Bauernhäuser. Links der öffentliche Brunnen

## Beschreibung
Das zweigeschossige, unter Denkmalschutz stehende Wohn- und Geschäftshaus mit hohem Satteldach steht traufständig zur Straße, im Gegensatz zu den eher ursprünglichen, mit dem Giebel zum Anger ausgerichteten Bauernhäusern.
Auf der rechten Gebäudeseite befindet sich eine stichbogige Hofdurchfahrt, die durch ein zweiflügeliges Tor verschlossen wird. Dieses ist auf dem Bild von 1910 noch nicht vorhanden, also ein späterer Durchbruch als Zugang zur Rückseite des Hauses und des Hinterhofs. Hinten im Hof befindet sich auf der linken Seite ein langer, ebenfalls denkmalgeschützter Wohnflügel, dort wo ehemals der Stallteil des ehemaligen Wohnstallhauses stand.
Stichbogig sind auch die beiden linken Erdgeschossöffnungen des Ladens, ganz links als Fenster und rechts daneben die Ladentür, die bereits 1910 vorhanden waren.
Im Obergeschoss des verputzen Baus stehen sieben Fenster in gleichmäßigen Abständen, im ziegelgedeckten Dach darüber erst fünf Giebelgauben und darüber dann drei Fledermausgauben.

## Geschichte
Das ehemalige Bauerngut war Mitte des 17. Jahrhunderts im Besitz des kurfürstlichen Geheimsekretärs Anton Weck, der 1645 auch an den Waffenstillstandsverhandlungen von Kötzschenbroda teilnahm.
Das heutige Gebäude wurde als Wohnhaus in der ersten Hälfte des 19. Jahrhunderts errichtet. Der Umbau zum Wohn- und Geschäftshaus erfolgte für den Grundstückseigentümer Ernst Jokusch 1897/1898 durch den Einbau eines Ladens durch Baumeister Adolf Neumann nach dessen eigenem Entwurf.